# Emil Koralov
Emil Doncev Stancev (în bulgară Емил Дончев Станчев), mai cunoscut sub pseudonimul Emil Koralov (în bulgară Емил Коралов), (n. 2 noiembrie 1906, Slavotin, Montana, Montana, Bulgaria – d. 29 iulie 1986, Sofia, Republica Populară Bulgaria) a fost un scriitor bulgar, care a debutat cu romane fantastice în anii 1930 și a dobândit o largă recunoaștere națională pentru romanele Nova letopis (1953) și Cinarite zașumiaha (1965).

## Biografie
Emil Koralov s-a născut în familia profesorului de literatură și activistului cultural Doncio Stancev - Lăcezarov și al învățătoarei Donka Stanceva. A absolvit studii preuniversitare la Liceul din Vrața și studii de filologie germană la Universitatea din Sofia.
Din 1933 până în 1947, împreună cu fratele său, Lăcezar Stancev, a fost redactor-șef al ziarului popular Vesela drujina, unde a publicat primele bulgare fantastic și остросюжетни romane fantastice bulgare pentru copii și adolescenți (personajele principale sunt Jari, Fata din Mare și scaunele lor zburătoare în Țara Soarelui).
A lucrat apoi la editura „Narodna mladej” (1947-1966), împreună cu Anghel Karaliicev și Nikola Furnadjiev.

## Recunoaștere și premii
La vârsta de 24 de ani Koralov a devenit laureat al premiului Ministerului Educației Naționale pentru romanul Velikata jajda.
A fost distins cu Premiul Dimitrov în 1952.

## Viața personală
Prima lui soție, profesoara de limba franceză Minka Petrova, a absolvit studii la Universitatea Sorbona din Paris și a scris romanul de aventuri pentru adolescenți Sama po sveta. Împreună cu ea a redactat timp de mulți ani ziarul pentru copii Vesela drujina. Au avut trei fii: Iasen, Andrei și Liubomir.
S-a căsătorit apoi cu celebra cântăreață de operă Ivanka Miteva, cu care a avut o fiică: Emilia. Emilia Kopalova-Stoeva este specialistă în teoria și practica traducerii artistice.

## Scrieri

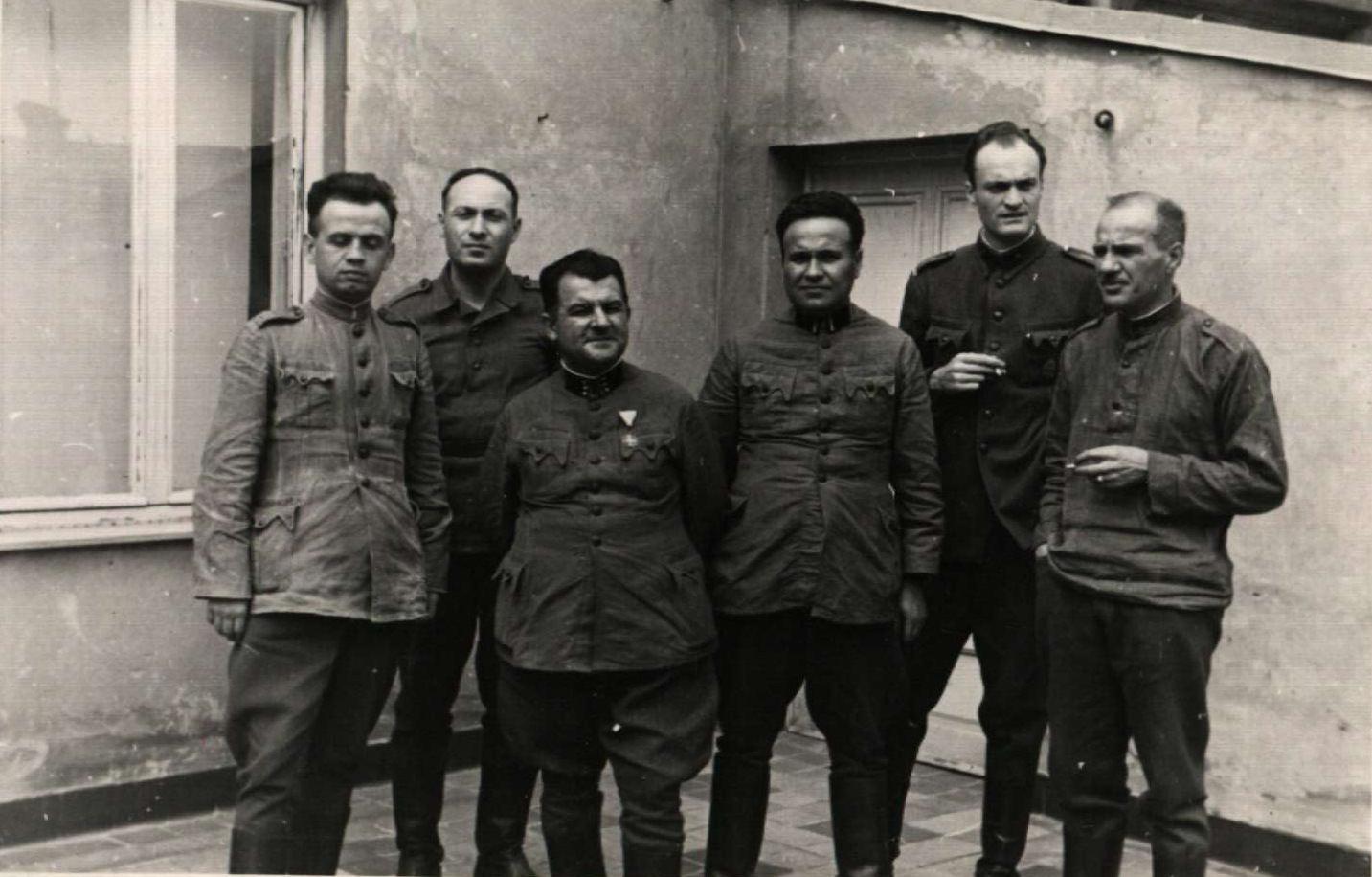
Vasil Seizov, Gheorghi Borșukov, Emil Koralov, Vladimir Baliucev la Belgrad, 1943. Sursa: Agenția de Stat „Arhivi”

- Velikata jajda – 1930
- Neprimirimite – 1938
- Septembriiți – 1923 g. – 1945
- Dășteriata na partizanina – 1948
- Kableșkovo gori – 1949
- Krai Marița – 1952
- Nova letopis – 1953
- Malkiiat văstanik – 1960
- Tezi, koito obiceame – 1961
- Cinarite zașumiaha – 1965
- Оtrajeniia v Marița – 1968

## Legături externe
- Емил Коралов в БГ-Фантастика
- От и за Емил Коралов в Своден каталог НАБИС – национален каталог на академичните библиотеки в България
- Емил Коралов в Литературен свят
- Galina Minceva, „Наследниците на Емил Коралов са хора на словото“, în „Segа“, 17 noiembrie 2001